# Oeonosia aurifera
Oeonosia aurifera är en fjärilsart som beskrevs av Rothschild 1912. Oeonosia aurifera ingår i släktet Oeonosia och familjen björnspinnare. Inga underarter finns listade i Catalogue of Life.